# Geulumpang Bungkok (Baktiya)
Geulumpang Bungkok is een bestuurslaag in het regentschap Aceh Utara van de provincie Atjeh, Indonesië. Geulumpang Bungkok telt 306 inwoners (volkstelling 2010).